# Ida Blom

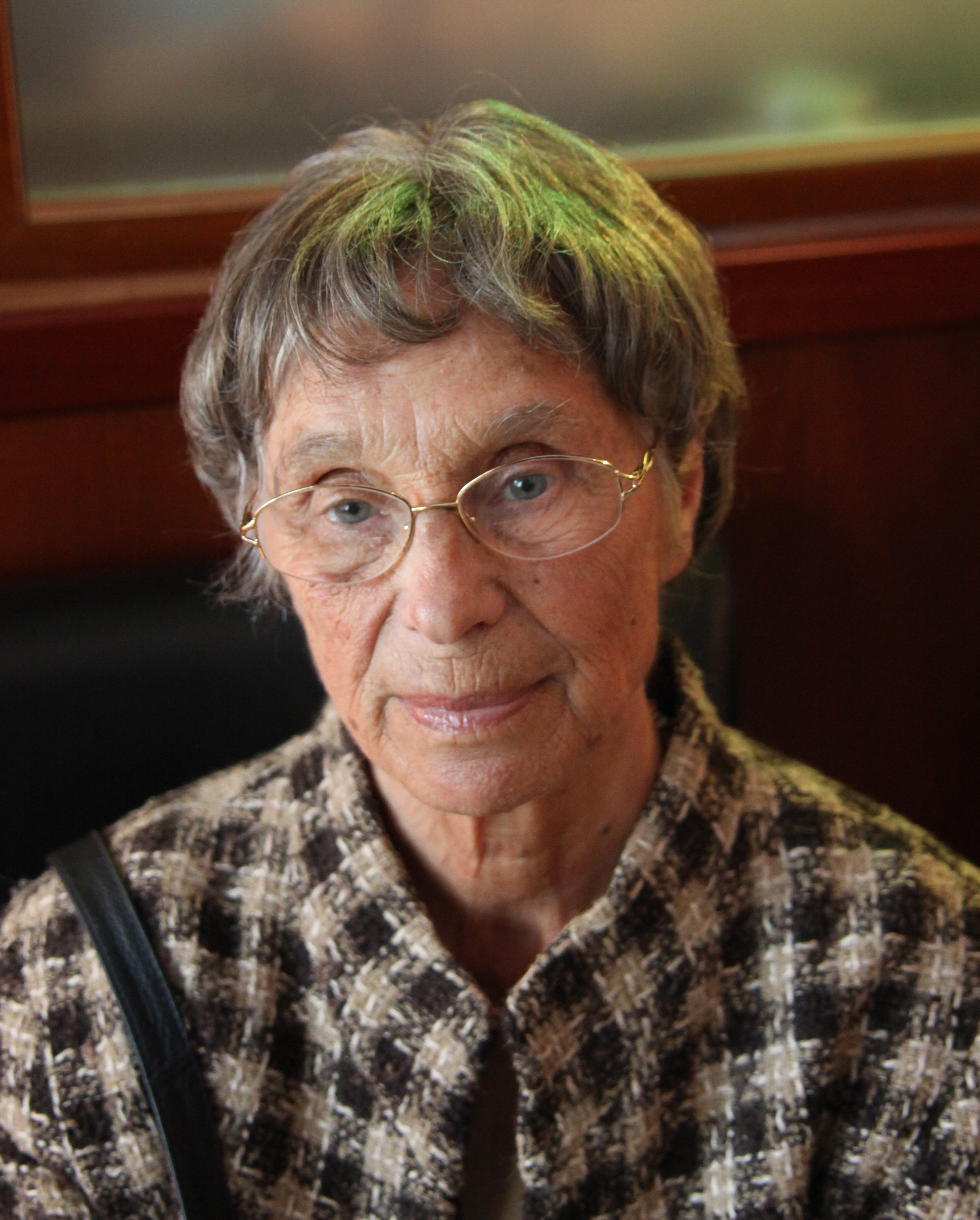
Ida Blom

Ida Clara Blom (ur. 20 stycznia 1931 w Gentofte, zm. 26 listopada 2016) – norweska historyk, absolwentka Uniwersytetu w Bergen, na którym wykładała jako profesor emerytowany.

## Wybrane publikacje
- Nasjonal reisning: pressgruppepolitikk i Grønlandsspørsmålet 1921-31, 1972
- Kjønnsroller og likestilling, 1983
- "Den haarde dyst": Fødsler og fødselshjelp gjennom 150 år, 1988
- Det er forskjell på folk - nå som før, 1994
- Cappelens kvinnehistorie (ed.), 1992